# Avenida Francisco I. Madero (Ciudad de México)
La avenida Francisco I. Madero es una de las principales vías de acceso al centro histórico de la Ciudad de México. La avenida comienza a partir del Eje Central Lázaro Cárdenas, como continuación de la Avenida Juárez y corre en sentido de Poniente a Oriente desembocando en la plaza de la Constitución o Zócalo capitalino.
Debe su nombre en honor de Francisco I. Madero, político antirreeleccionista y más tarde presidente de la República, uno de los personajes más importantes de la Revolución mexicana.

## Historia

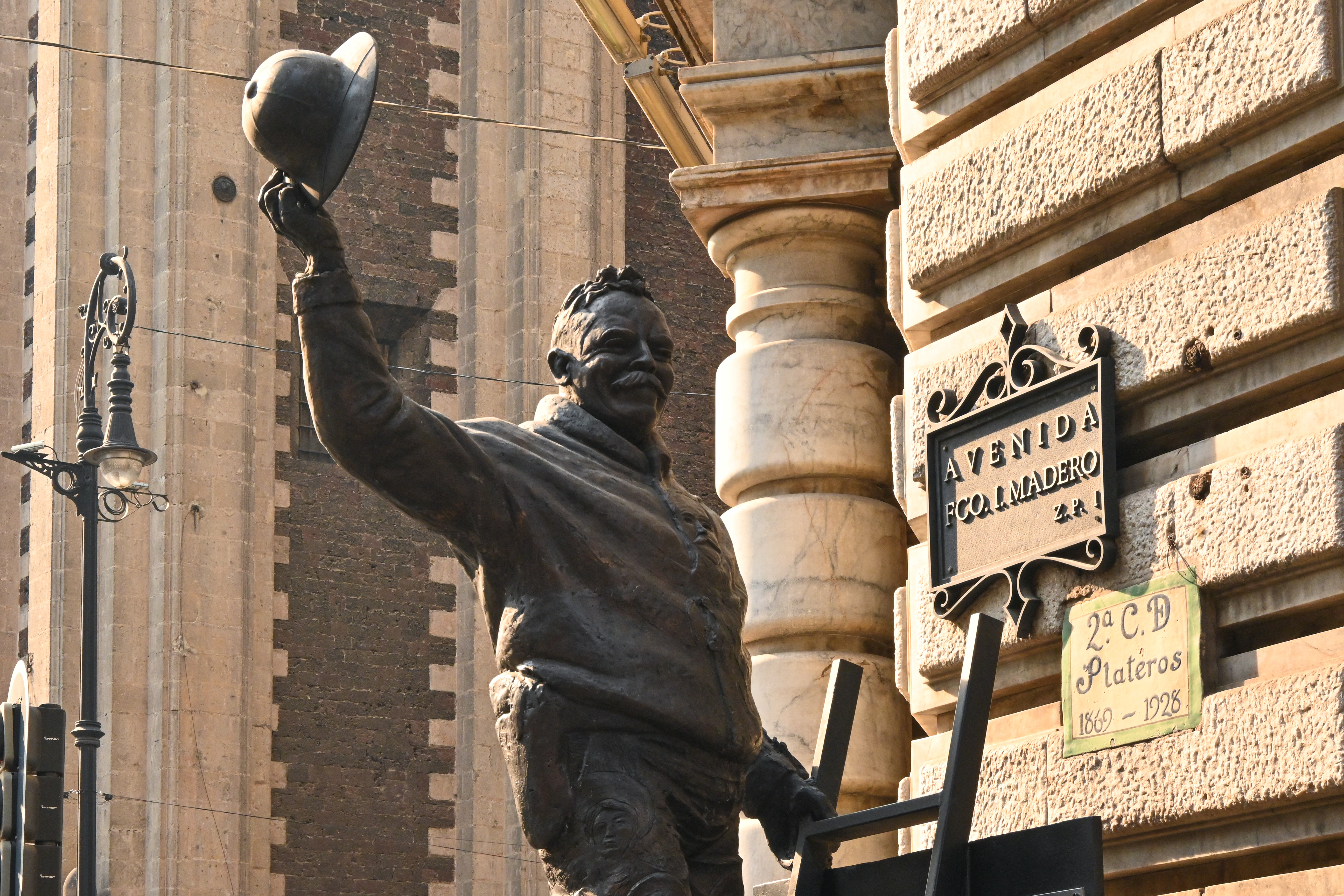
Escultura conmemorativa de Francisco Villa colocando el cartel que renombró la calle el 8 de diciembre de 1914.

Esta calle siempre ha sido una de las vías más concurridas y transitadas desde la época colonial. Su traza se le debe al español Alonso García Bravo, por lo que es además de las primeras calles en ser trazadas sobre la nueva ciudad española, sobre las ruinas de la antigua ciudad prehispánica de México-Tenochtitlán.
Ha cambiado su nombre con el paso del tiempo, debido a la nomenclatura aplicada y a la designación de calles que se hacía a los oficios o gremios. De esta manera en el tramo comprendido entre las actuales Eje Central Lázaro Cárdenas (San Juan del Letrán en ese entonces) y Bolívar, se denominaba como 1.ª. y 2.ª de San Francisco; entre Bolívar e Isabel la Católica, como Calle de la Profesa; y entre Isabel la Católica y plaza de la Constitución, como Paseo de Plateros, nombre que rescata y evoca la vocación de esta calle como sitio predilecto para paseo por su variedad comercial. El nombre de Plateros se puso en honor al Santo Cristo de los Plateros. Cabe destacar que en la época en que la calle recibió este nombre estuvo ubicada en ella la casa de Antonio de Obregón y Barrera, la cual contaba con una capilla en la que durante años se veneraron las reliquias de Santa Faustina, hoy en la Basílica colegiata de Nuestra Señora de Guanajuato.
Desde finales del siglo XIX, las autoridades del Ayuntamiento prohibieron el cruce de tranvías por la entonces calle de Plateros debido a su prestigio.
El nombre que conserva le fue puesto por Francisco Villa el 8 de diciembre de 1914.

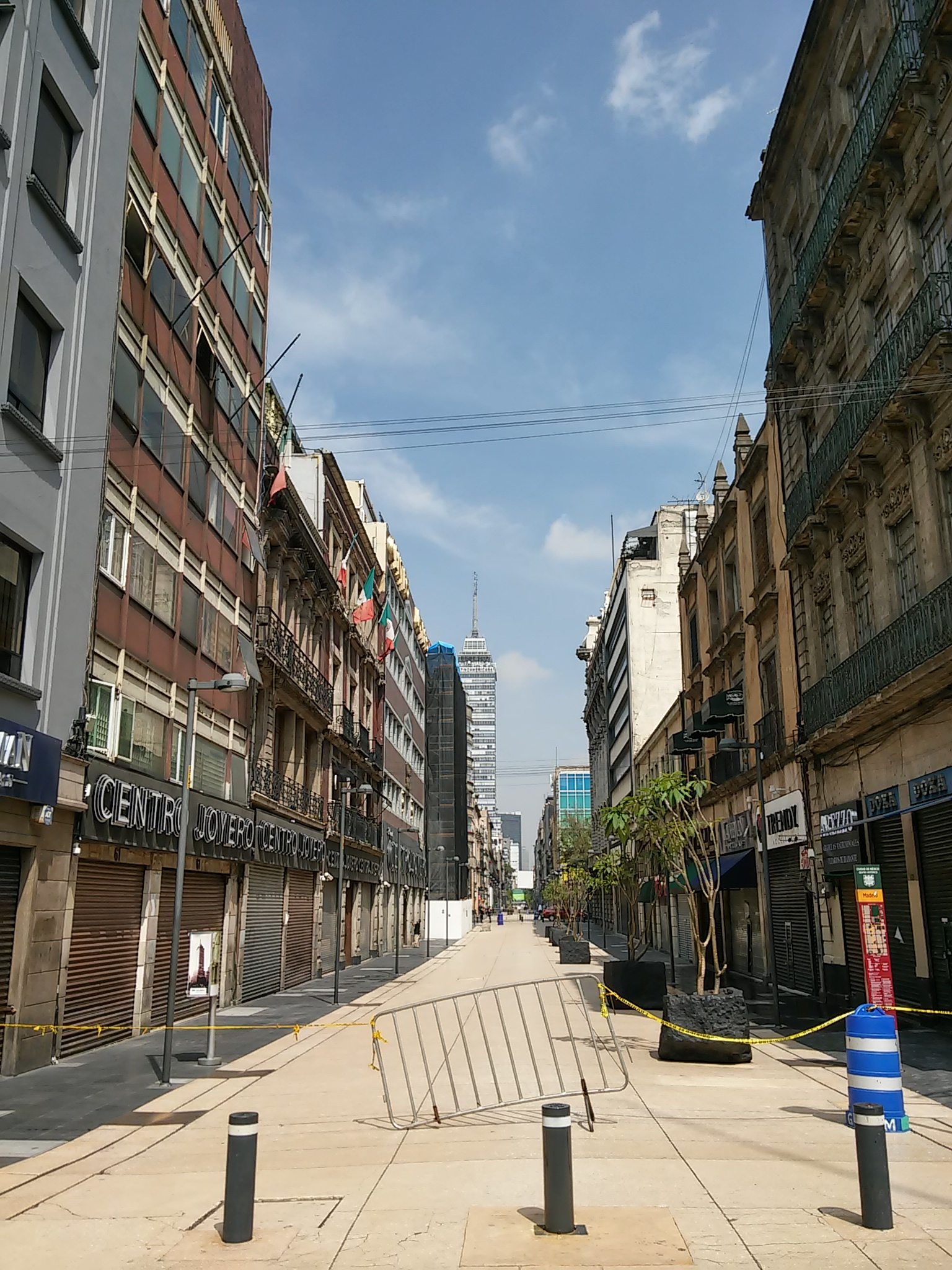
La calle cerrada al tránsito peatonal durante la Pandemia de enfermedad por coronavirus de 2019-2020

## Construcciones notables

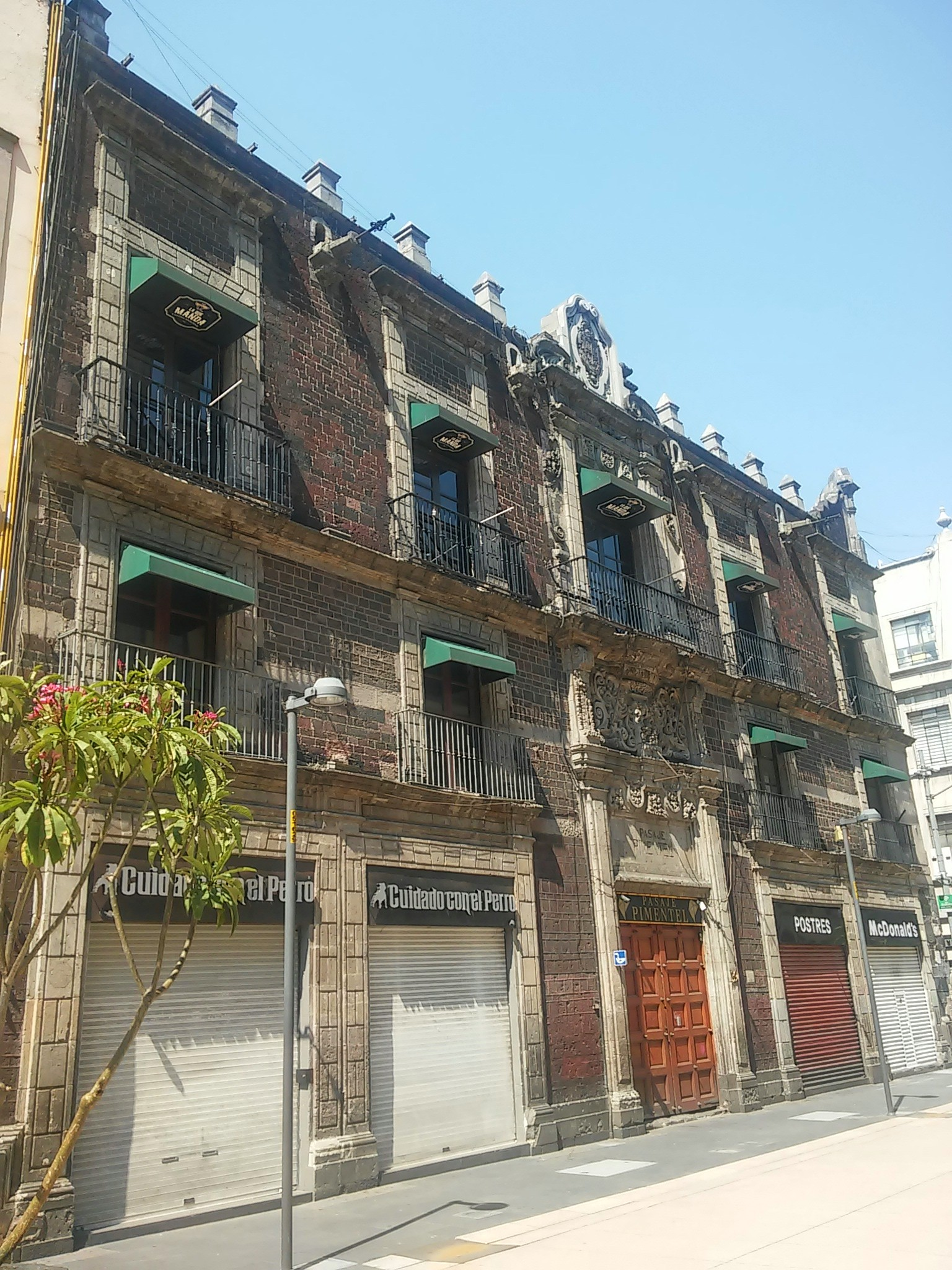
Casa del Marqués del Prado Alegre, en la esquina con Motolinia

La ubicación privilegiada de la calle fue elegida para levantar suntuosos palacios como residencias aristocráticas, y a lo largo de los siglos han permanecido algunas de las más notables construcciones coloniales.

### Épocas colonial y virreinal

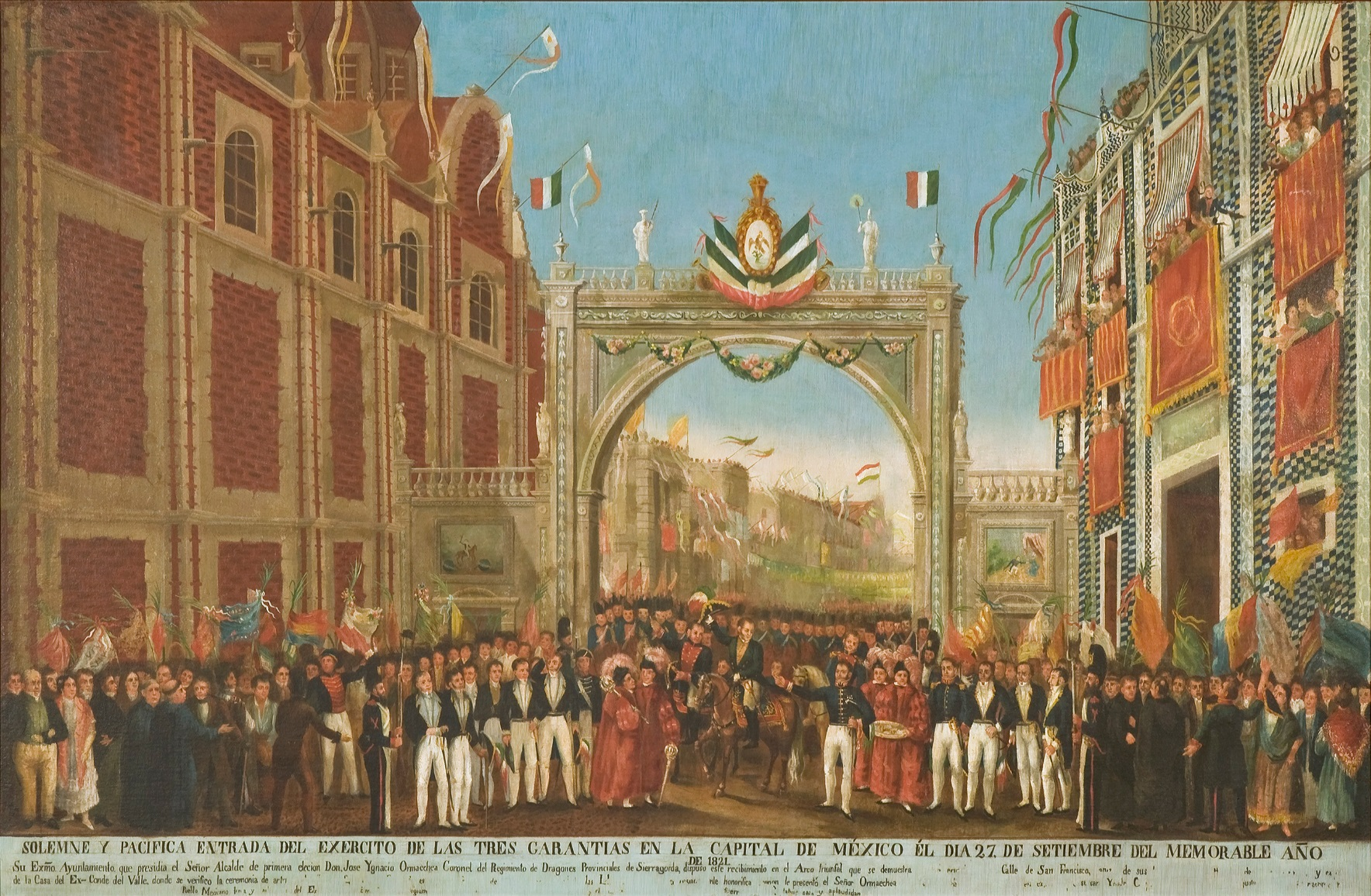
Entrada del Ejército Trigarante a la Ciudad de México. A la derecha aparece la Casa de los Azulejos, y a la izquierda, una de las capillas que pertenecieron al Convento de San Francisco el Grande, ya desaparecida.

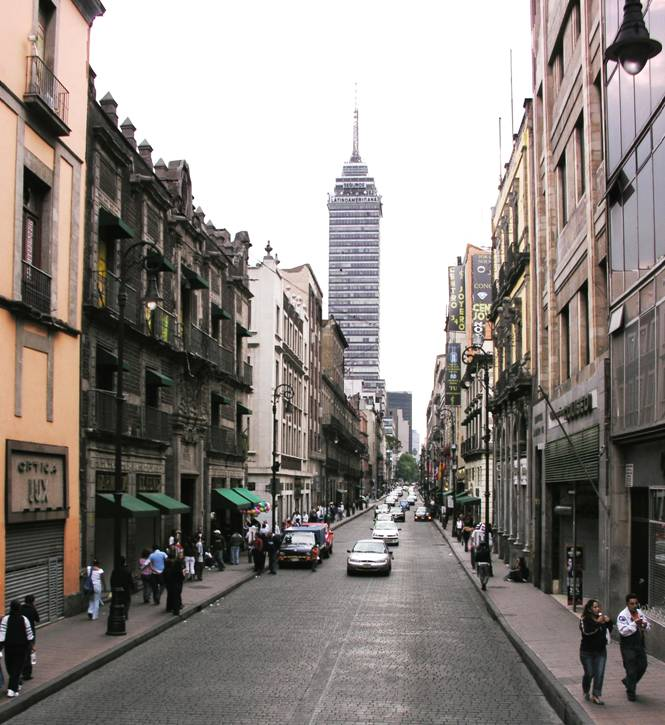
Calle Madero antes de convertirse en corredor peatonal

Son ejemplos la Casa del Marqués de Jaral de Berrio, hoy conocida como Palacio de Iturbide, que fue hotel después de ser residencia de Agustín de Iturbide, y hoy en día propiedad del Banco Nacional de México, es usado como recinto para exposiciones como Palacio de Cultura Banamex'. Está la Casa de Don José de la Borda , la Casa de la Condesa del Valle de Orizaba, mejor conocida como Casa de los Azulejos, la Casa del Conde de Guadalupe del Peñasco en el número 74, así como el famoso Convento de San Francisco de Asís, el primero y más grande en el continente americano.
De la misma época virreinal, se encuentra el Templo de la Profesa o Casa Profesa de la Compañía de Jesús, que sirvió a los padres oratorianos como oratorio de San Felipe Neri y también un tiempo como Catedral Metropolitana.

### Época contemporánea
Así como aún subsisten edificios virreinales y coloniales, también aquí se levanta uno de los más emblemáticos edificios de toda la ciudad: la Torre Latinoamericana, rascacielos construido en la década de los cincuenta que se convirtió en el más alto de toda la ciudad y que además sobresale por la modernidad de su construcción. La torre fue construida en un predio que anteriormente ocupó terrenos del demolido Convento de San Francisco.
También en parte de lo que fue el convento, se halla el edificio "High Life", del arquitecto Silvio Contri, que fuera autor del Palacio de Comunicaciones y Obras Públicas y hoy sede del Museo Nacional de Arte (MUNAL).
Resalta por su arquitectura ecléctica el Templo Expiatorio Nacional de San Felipe de Jesús, ubicado a un costado del templo de San Francisco.
Otros ejemplos son el edificio "La Mexicana", frente al Templo de la Profesa, de estilo neoclásico, que fuera un famoso café. También está el edificio "La Esmeralda" que albergó a una prestigiada joyería y ahora está ocupado por una tienda de discos, y hoy restaurado y remodelado, aloja en su planta alta el nuevo Museo del Estanquillo, que exhibe la colección de juguetes que el escritor mexicano Carlos Monsiváis donó a la nación.

## Peatonalización
Con el plan de rescate del centro histórico, en el marco de la celebración del Día del Peatón en el año 2009, el Gobierno del Distrito Federal se comprometió a peatonalizar la calle Francisco I. Madero, que además de funcionar como un conector entre tres espacios emblemáticos en la Ciudad de México, la Alameda Central, el Palacio de Bellas artes y la plaza de la Constitución; es también un corredor turístico por excelencia, si ya lo era aún con autos circulando, ahora es la ventana perfecta para el lente fotográfico del visitante nacional y extranjero. Su recorrido desde el Eje Central hasta la plaza de la Constitución (Zócalo) es el mosaico ideal de majestuosas fotografías, imágenes de fachadas, talento ambulante y rostros de hombres, mujeres y pequeños que dejan entrever la identidad de quienes habitan la urbe más importante de México. Los comercios de Madero no sólo cobijan giros de comida y entretenimiento, sino joyería, óptica, ropa, discos, bancos, heladerías, cafeterías y hasta hoteles, museos y una frutería, que lo convierten también en un relevante y singular corredor comercial. Desde la peatonalización, la derrama económica de acuerdo a estimaciones, incrementó 30 por ciento.
Entre los trabajos para convertirlo en un andador peatonal estuvieron el de iluminación especial para resaltar la arquitectura de fachadas, así como la colocación de piezas de mármol. En sus cruces vehiculares Bolívar, Isabel la Católica, Palma y Monte de Piedad se colocaron reductores de velocidad. Y un sistema de bolardos retráctiles para garantizar la seguridad de los transeúntes en todo momento. Acorde a su sentido de igualdad, el Corredor Madero ofrece el servicio de préstamo de sillas de ruedas para personas con discapacidad con la finalidad de que puedan recorrerlo y visitar los esplendorosos sitios que alberga.
Después de permanecer inhabilitada en los festejos del Bicentenario de la Independencia de México, la noche del lunes 18 de octubre de 2010 fue inaugurada la calle Francisco I. Madero como corredor peatonal por el jefe de Gobierno de la Ciudad de México, Marcelo Ebrard Casaubón.
El 20 de mayo de 2012 se dio a conocer el galardón convocado por el Gobierno de España hacia el Corredor Peatonal Madero, junto con la plaza de la República recibiendo en septiembre del mismo año el VIII premio Bienal Iberoamericana de Arquitectura y Urbanismo (BIAU), el cual reconoce a las mejores obras arquitectónicas y de desarrollo urbano de Latinoamérica, España y Portugal. Adicionalmente estas obras ya habían obtenido otros premios como el Cemex Nacional e Internacional a la Accesibilidad, el Better Cities del Instituto Europeo del Diseño de Madrid, así como el Vivir Mejor en la Ciudad del programa ONU-Hábitat.
Actualmente el Corredor Peatonal no permite el paso a vehículos y cuenta con un sistema de bolardos retráctiles para garantizar la seguridad de los transeúntes en todo momento, logrando ser un sitio concurrido y popular entre los paseantes. Con el reciente plan de rescate del centro histórico, el Gobierno del Distrito Federal se comprometió a peatonalizar la calle Francisco I. Madero, que además de funcionar como un conector entre dos espacios emblemáticos en la Ciudad de México; la Alameda Central-Palacio de Bellas Artes y plaza de la Constitución, el Corredor Peatonal Francisco I. Madero es al mismo tiempo una calle comercial, que alberga una arquitectura muy destacada y constituye un sitio de convivencia y encuentro que le brinda al peatón certidumbre, seguridad y accesibilidad en su totalidad.